# 新八犬伝
『新八犬伝』（しんはっけんでん）は、NHK総合テレビジョンで1973年4月2日から1975年3月28日まで放送された人形劇。全464回。
原作は曲亭馬琴の『南総里見八犬伝』である。また、一部は同作者の『椿説弓張月』の設定を借用し、時代も平安期から（『南総里見八犬伝』と同じ）室町期に移行させて、鎮西八郎為朝ではなく、八犬士のひとり、犬塚信乃が琉球に行き、王朝に仇なす妖怪どもを退治するという設定にしている。他にも、『復讐月氷奇縁』『雲妙間雨夜月』『俊寛僧都嶋物語』ほか十数作の馬琴の原作を換骨奪胎して作中に取り込んでおり、これらはみな、一年間の放送が二年間に延長されたために、間を埋めるものとして借用された。それらのエピソードは、現在はノベライズによって確認できる。また、『説経集』収録の「をぐり」の主人公、小栗判官と照手姫も登場する。

## 概要
近未来SFの前々作『空中都市008』、人形劇コメディの前作『ネコジャラ市の11人』の相次ぐ不振を受け、時代劇という新ジャンルを導入することで、NHKテレビ人形劇の立て直しを図った作品。各回15分で月曜から金曜までの帯番組ありながら、平均視聴率20%を記録した番組となった。アクション要素を加味した大胆な脚色や、辻村ジュサブローによる人形美術が人気を博した。
「仁」「義」「礼」「智」「忠」「信」「孝」「悌」という文字が浮き出る8つの珠をそれぞれ持つ、伏姫ゆかりの八犬士が、悪代官・悪党・怨霊らによってもたらされる困難・妨害を乗り越えて活躍する。原作でも里見家を恨み、怨霊となって富山の狸に取り憑き、さらに八百比丘尼・妙椿に変化して、蟇田素藤を操って八犬士に仇なす玉梓は、大幅に出番が増えている。また、八犬士同士の出会いや、お互いの素性を知る前の行き違いなども見所で、特に犬塚信乃と犬飼現八が対決する「芳流閣の決闘」は劇場版の見せ場になっている。
物語だけでなく、黒子姿で語りを担当した九ちゃんも人気があった。面には○に九の字が書かれ、マル九とも呼ばれた。黒子の九ちゃんは、坂本九本人が顔出しした場面もあるが、スケジュール多忙で、別人が扮していた回もある事を、『NHKライブラリー選集』で坂本九が述懐している。九ちゃんの名調子による口上、「因果は巡る糸車、巡り巡って風車」や、番組終了時の「本日、これまで!」は好評で、視聴者の間で流行した。口上の人気にあやかり、挿入歌『仁・義・礼・智・忠・信・孝・悌』も作られた。
また、「青天の霹靂（せいてんのへきれき）」といったなじみのなかった言葉をこの放送で覚えた子供も多かったとされる。これは、話中に登場する「霹靂車」（へきれきしゃ：車輪のついた投石機）の名前の由来を説明するために、稲妻のアニメと雷鳴の効果音とともに、「『霹』も『靂』もカミナリ。青空に突然雷が鳴ったら誰でもびっくりするでしょう? このように突然思いがけないことが起きることを『青天の霹靂』と言います...」と、マル九が演技を交えた名調子で、子供にも解りやすく解説したことによる。
放送終了後、ほとんどのマスターテープが消去されてしまったため、視聴可能なエピソードは4本のみである。DVD発売時点では、第1回、第20回、最終回の3本のみであったが、2011年に新たに、第1回から第85回までの総集編として1973年8月27日に放送された第86回が番組関係者から提供され、NHKアーカイブスに追加された。2011年10月現在、NHKアーカイブスで検索すると出てくるが、NHKオンデマンドでは提供されていない。なお、第20回と最終回は、金曜日の放送分のため、スタッフロールがある。
なお、第1回、第20回、最終回の3回分に加え、坂本九の解説を新たに収録した『NHKライブラリー選集』が1985年5月18日にNHK教育テレビジョンで放送されている。
1975年には、東宝チャンピオンまつりの1作品として、40分の劇場版が新たに製作・公開された。こちらはDVD化されている。
1993年1月25日放送の『青春TVタイムトラベル』（BS2）では第1回が放送された。
2012年2月19日放送の『NHKアーカイブス』（NHK総合テレビジョン）では、ゲストに九代目林家正蔵を迎え、第1回、最終回の一部と、第86回が放送された。この時は、放送終了直前に茨城県日立市沖で震度5弱の地震が発生し、地震速報に差し替えられたため、同年2月29日に改めて放送されている。
2022年2月26日には『発掘!ラジオアーカイブス』（NHKラジオ第1）で特集と音声のみ放送。
2023年3月21日放送の『あの日 あのとき あの番組 〜NHKアーカイブス〜』（NHK総合テレビジョン）では2023年2月5日に死去した辻村寿三郎の追悼番組として再放送された。
放送ライブラリーでは第1回が公開。

## 声の出演
- 阿部寿美子：玉梓、舟虫、重戸
- 井上真樹夫：犬飼現八(初代)、15歳の額蔵
- 川久保潔：犬山道節、丶大法師、弥々山蟇六、毛国禎、河鯉権佐守如
- 木下秀雄：犬村角太郎、尚権威、蟇田素藤、運玉の義留、犬江屋梅吉
- 斎藤隆：犬川額蔵、扇谷定正、網干左母二郎、氷垣残三、朦雲、山林房八
- 鈴木弘子：伏姫、浜路、雛衣、リョンピン、中婦君（ちゅうふきみ）
- 関根信昭：犬江親兵衛、犬飼現八（3代目）
- 近石真介：犬塚信乃、犬田小文吾、里見義実、赤岩一角、太田薪六郎、河鯉孝嗣、沼垂加地恵、北条早雲、阿公（くまきみ）
- 花形恵子：犬坂毛野、五十子、栞、十六夜
- 穂積隆信：犬飼現八（2代目）、役の行者、技平、文五兵衛

## スタッフ
- 脚本：石山透[14]
- 音楽：藤井凡大[14]
- 人形：辻村ジュサブロー[14]
- 語り（黒子）：坂本九[14]

## 楽曲
オープニングテーマ「新八犬伝メイン・テーマ」（インストゥルメンタル）
作曲・編曲：藤井凡大
エンディングテーマ1「夕やけの空」
作詞：石山透 / 作曲・編曲：藤井凡大 / 歌：坂本九
挿入歌・エンディングテーマ2「仁・義・礼・智・忠・信・孝・悌」
作詞：石山透 / 作曲・編曲：藤井凡大 / 歌：坂本九、ロイヤルナイツ、本放送ボニージャックス

## 現存するエピソード
第1回
八房誕生時に玉梓の怨霊が出現する。それ以外の主要な登場人物は登場しない。
第20回
玉梓の死と、伏姫の死。そして、金碗大輔が出家して「丶大法師」となり、旅立つところまで。
第86回
第1回から第85回までの総集編（拡張版）。
第464回（最終回）
玉梓の最期。丶大法師が還俗して金碗大輔になり、玉梓が怨霊になったのは自分のせいだと説明して詫びながら切腹する。八犬士は犬となり、珠に乗って空へ旅立つ。

## 劇場版 新八犬伝 第一部 芳流閣の決斗
概要
1975年3月15日に『新八犬伝 第一部 芳流閣の決斗』というタイトルで「東宝チャンピオンまつり」の1作品として公開。同時上映は『メカゴジラの逆襲』ほか。テレビからの再編集ではなく、劇場用として新たに作り直されたもの。物語のはじめから芳流閣の決闘までが40分にまとめられている。
当初は堀川弘通が監督を務めていたが、未経験の人形演出のため途中降板し、人形操者とカメラマンによって完成に至った。そのため、堀川は監修としてクレジットされ、本作品には監督クレジットが存在しない。
スタッフ
- 原作：曲亭馬琴『南総里見八犬伝』
- 脚本：石山透
- 音楽：藤井凡大
- 人形：辻村ジュサブロー
- 製作：森岡道夫
- 企画：佐藤勉
- 企画協力：曲直瀬正雄
- 監修：堀川弘通
- 撮影：安本淳
- 照明：横井聡一
- 録音：瀬戸巌
- 技術：光映新社
- 美術：東宝美術
- 現像：東洋現像所
- 製作会社：芸苑社
- 配給：東宝

## DVD
- NHK人形劇クロニクルシリーズVol.4 辻村ジュサブローの世界〜新八犬伝〜（アミューズソフトエンタテインメント） 2003年1月24日
  - 現存する3回分（第1回、第20回、第464回（最終回））、および『真田十勇士』から2回分（第1回、第443回）を収録。
  - 辻村ジュサブローらのインタビュー映像。
  - 後年の坂本九が、番組の制作当時を回顧する映像（『NHKライブラリー選集』より）。
  - 劇場版より、八犬士の“名乗り”の部分。
- 人形劇 新八犬伝 劇場版（アミューズソフトエンタテインメント） 2003年3月21日
  - 劇場版本編のほか、辻村ジュサブローと大槻ケンヂの対談、フォトギャラリーを収録。

## 書籍
- 小説（石山透、日本放送出版協会）
番組放送中に発売されたもの。3巻セットも発売された。著者は石山透名義になっているが、実際には重金碩之(しげかねひろゆき)がノベライズを担当した旨、折り込み小冊子に明記されている。
  - 新八犬伝 上の巻　1974年10月1日
  - 新八犬伝 中の巻　1974年12月1日
  - 新八犬伝 下の巻　1975年3月20日
- 小説（石山透、ブッキング）
上記の復刻版。ソフトカバー。
  - 新八犬伝 上の巻 ISBN 978-4835442983 2007年3月23日
  - 新八犬伝 中の巻 ISBN 978-4835442990 2007年5月18日
  - 新八犬伝 下の巻 ISBN 978-4835443003 2007年8月1日
- 小説（石山透、角川文庫）
上記の文庫版。しかし、KADOKAWAの公式サイトの紹介では、「脚本家石山透自らが書き下ろした、完全小説版！」と誤った記載になっており、重金碩之の名はどこにもない。「結」の京極夏彦による解説にて、重金が小説化した旨、訂正がなされている。
  - 新八犬伝 起 ISBN 978-4041047446 2017年03月25日
  - 新八犬伝 承 ISBN 978-4041047392 2017年03月25日
  - 新八犬伝 転 ISBN 978-4041047408 2017年05月25日
  - 新八犬伝 結 ISBN 978-4041047859 2017年05月25日
- ひかりのくに古典名作マンガ 新八犬伝 全9巻（ひかりの国）
番組放送中に発売されたもの。1年間の放送に合わせて、内容を忠実に漫画化する予定で、刊行当初は小説版では省略されていた描写も含まれる詳細な内容だった。しかし放送が1年延長されたため、最終第9巻は極端なダイジェストとなり、文字で内容を説明する絵物語風のものになった。
- 辻村ジュサブロー人形写真集 万華鏡花（美術出版社） 1980年
- 辻村ジュサブロー作品集「新八犬伝」（日本放送出版協会） 1986年1月20日
- 人間の記録130 辻村寿三郎 人形曼陀羅（日本図書センター） 2000年12月2日
- ジュサブロー人形作品集（文化出版局）

など。